# Medetera simplicis
Medetera simplicis är en tvåvingeart som beskrevs av Charles Howard Curran 1924. Medetera simplicis ingår i släktet Medetera och familjen styltflugor. Inga underarter finns listade i Catalogue of Life.